# Frankie et Paige
 (juin 2018).
Si vous disposez d'ouvrages ou d'articles de référence ou si vous connaissez des sites web de qualité traitant du thème abordé ici, merci de compléter l'article en donnant les références utiles à sa vérifiabilité et en les liant à la section « Notes et références ».
Frankie et Paige (Bizaardvark) est une série télévisée américaine créée par Kyle Stegina et Josh Lehrman diffusée entre le 24 juin 2016 et le 13 avril 2019 sur Disney Channel.
En France, la série est diffusée depuis 7 janvier 2017 sur Disney Channel France. Au Québec, la série est diffusée depuis le 2 avril 2017 sur La Chaîne Disney.

## Synopsis
Paige et Frankie sont aux anges lorsque leur chaîne internet Bizaardvark réussit à atteindre les dix mille abonnés. Grâce à cette performance, elles sont désormais en mesure de réaliser leurs vidéos dans le prestigieux Studio Vuuugle…

## Distribution

### Acteurs principaux
- Madison Hu (VF : Laetitia Liénart (dialogues) et Ana Leonora (chant)) : Francesca « Frankie » Wong
- Olivia Rodrigo (VF : Helena Coppejans) : Paige Olvera
- Jake Paul (VF : Valéry Bendjilali) : Dirk Mann (saison 1 et 2)
- DeVore Ledridge (VF : Ludivine Deworst) : Amélia Duckworth
- Ethan Wacker (VF : Esteban Oertli) : Bernard « Bernie » Schotz
- Maxwell Simkins (VF : Sophie Beaumont) : Zane (saison 3)
- Elie Samouhi (VF : Shérine Seyad) : Rodney (saison 3)

### Acteurs récurrents
- Johnathan McClain (en) : Liam
- Jimmy Fowlie : Angelo
- Ellen Ratner : Grand-mère
- Maya Jade Frank : Belissa (saisons 1 et 2)
- Adam Haas Hunter  : Viking Guy (saisons 2 et 3)
- Rachna Khatau : directrice Karen (saisons 2 et 3)
- Kevin Will : entraîneur Carlson (saisons 2 et 3)
- Caitlin Reagan : Willow (saison 3)
- David Lengel : Lou Scoopmaker (saison 3)

## Production
La série a été créée en par Kyle Stegina et Josh Lehrman, qui ont présenté leur projet lors d'un grand rassemblement appelé le Disney Channel Storytellers en 2015. Le tournage de la série a commencé au début de l'année 2016. La diffusion aux États-Unis a commencé le 24 juin 2016, à la suite de la première diffusion du téléfilm Babysitting Night, et s'est terminée le 27 janvier 2017.
Le 15 décembre 2016 la série a été renouvelée pour une seconde saison. La diffusion aux États-Unis a commencé le 23 juin 2017, et s'est terminée le 13 avril 2018.
Mais après un trop grand nombre de polémiques à la suite de ses vidéos sur YouTube, Jake Paul, qui joue le personnage de Dirk, a été viré de la série par Disney Channel le 22 juillet 2017. Il est donc présent que lors de la première partie de la seconde saison, son personnage est également supprimé du générique.
Malgré une érosion des audiences lors de la deuxième saison, il est annoncé, le 19 avril 2018, la série a été renouvelée pour une troisième saison. La diffusion aux États-Unis a commencé le 24 juillet 2018, et s'est terminée le 13 avril 2019.

## Épisodes
| Saison | Saison | Épisodes | États-Unis      | États-Unis      | France                   | France                   |
| Saison | Saison | Épisodes | Début           | Fin             | Début                    | Fin                      |
| ------ | ------ | -------- | --------------- | --------------- | ------------------------ | ------------------------ |
|        | 1      | 20       | 24 juin 2016    | 27 janvier 2017 | 30 septembre 2016        | 23 novembre 2017         |
|        | 2      | 22       | 23 juin 2017    | 13 avril 2018   | 12 janvier 2019          | 7 avril 2020 sur Disney+ |
|        | 3      | 21       | 24 juillet 2018 | 13 avril 2019   | 7 avril 2020 sur Disney+ | 7 avril 2020 sur Disney+ |

### Saison 1 (2016-2017)
La première saison de la série a été diffusée du 24 juin 2016 au 27 janvier 2017 sur Disney Channel USA. En France, le premier épisode a été diffusé en avant-première le 30 septembre 2016, la suite de la série a été ensuite diffusée entre le 7 janvier 2017 et le 23 novembre 2017 sur Disney Channel France. Les épisodes en France n'ont pas été diffusés dans l'ordre.
| №  | #  | Titre français          | Titre original                         | Diffusion française | Diffusion originale | Code prod. |
| -- | -- | ----------------------- | -------------------------------------- | ------------------- | ------------------- | ---------- |
| 1  | 1  | Premier succès          | First!                                 | 30 septembre 2016   | 24 juin 2016        | 101        |
| 2  | 2  | Ma vie en dessin        | Draw My Life                           | 7 janvier 2017      | 10 juillet 2016     | 102        |
| 3  | 3  | Premières critiques     | Frankie Has a Hater                    | 14 janvier 2017     | 17 juillet 2016     | 105        |
| 4  | 4  | Superfan                | Superfan                               | 21 janvier 2017     | 24 juillet 2016     | 103        |
| 5  | 5  | Méchante Blague         | The Collab                             | 28 janvier 2017     | 31 juillet 2016     | 106        |
| 6  | 6  | Secrets                 | Unboxing                               | 4 février 2017      | 7 août 2016         | 104        |
| 7  | 7  | La loi de Dirk          | The First Law of Dirk                  | 11 février 2017     | 14 août 2016        | 108        |
| 8  | 8  | Soirée Pyjama           | Best Friends Tag                       | 18 février 2017     | 11 septembre 2016   | 107        |
| 9  | 9  | Patron d'un jour        | Bernie's in Charge                     | 18 février 2017     | 18 septembre 2016   | 109        |
| 10 | 10 | Convention beauté       | Pretty Con                             | 25 février 2017     | 25 septembre 2016   | 110        |
| 11 | 11 | Frankie et Puff         | Puff & Frankie                         | 4 mars 2017         | 2 octobre 2016      | 112        |
| 12 | 12 | Halloween               | Halloweenvark                          | 6 octobre 2017      | 7 octobre 2016      | 116        |
| 13 | 13 | Le retour de Belissa    | Spoiler Alert: Belissa Returns         | 11 mars 2017        | 23 octobre 2016     | 111        |
| 14 | 14 | Le combat du siècle     | Bizaardvark vs. Vicki 'Hot Head' Fuego | 18 mars 2017        | 6 novembre 2016     | 114        |
| 15 | 15 | Monsieur Moustache      | Moosetashio: A Cautionary Tale         | 5 mai 2017          | 13 novembre 2016    | 115        |
| 16 | 16 | Séquestration           | Control (Plus) Alt (Plus) Escape!      | 12 mai 2017         | 27 novembre 2016    | 121        |
| 17 | 17 | Invitation officielle   | Agh, Humbug                            | 23 novembre 2017    | 11 décembre 2016    | 120        |
| 18 | 18 | Une mère envahissante   | Mom! Stop!                             | 19 mai 2017         | 13 janvier 2017     | 113        |
| 19 | 19 | L'anniversaire de Paige | Paige's Birthday Is Gonna Be Great     | 2 juin 2017         | 20 janvier 2017     | 117        |
| 20 | 20 | Le prix de l'amitié     | In Your Space!                         | 9 juin 2017         | 27 janvier 2017     | 119        |

### Saison 2 (2017-2018)
Le 15 décembre 2016, la série a été renouvelée pour une deuxième saison. Elle a été diffusée entre le 23 juin 2017 et le 13 avril 2018 sur Disney Channel USA. En France, elle a été diffusée entre le 12 janvier 2019 et le 16 mars 2019.
La saison a été marquée par le départ précipité de Jake Paul, viré de la série par Disney Channel à cause d'un trop grand nombre de polémiques à cause de ses vidéos sur YouTube. Ce départ a eu un véritable impact sur les audiences de la série aux États-Unis.
| №  | #  | Titre français                   | Titre original                                    | Diffusion française      | Diffusion originale | Code prod. |
| -- | -- | -------------------------------- | ------------------------------------------------- | ------------------------ | ------------------- | ---------- |
| 21 | 1  | Rentrée scolaire                 | First Day of School                               | 12 janvier 2019          | 23 juin 2017        | 201        |
| 22 | 2  | La peur du ridicule              | Chocolate Bananas                                 | 12 janvier 2019          | 30 juin 2017        | 203        |
| 23 | 3  | Ma famille d'abord               | The Doctor Will See You now                       | 19 janvier 2019          | 7 juillet 2017      | 202        |
| 24 | 4  | Vidéo interdite                  | Paige Bugs Out                                    | 19 janvier 2019          | 14 juillet 2017     | 205        |
| 25 | 5  | La dispute                       | Friend Fight!                                     | 26 janvier 2019          | 28 juillet 2017     | 204        |
| 26 | 6  | Libérez Faucon                   | Hawkward                                          | 26 janvier 2019          | 4 août 2017         | 118        |
| 27 | 7  | Le week-end de Frankie et Amélia | Frankie and Amelia's Fun Friend Weekend           | 2 février 2019           | 11 août 2017        | 206        |
| 28 | 8  | La trahison de Madame Bates      | Frankie's Cheating Teacher                        | 2 février 2019           | 18 août 2017        | 207        |
| 29 | 9  | La comédie musicale              | Softball: The Musical                             | 9 février 2019           | 25 août 2017        | 208        |
| 30 | 10 | Pari impossible                  | Yes and No                                        | 9 février 2019           | 15 septembre 2017   | 209        |
| 31 | 11 | La fin justifie les moyens       | Science (Un)Fair                                  | 16 février 2019          | 22 septembre 2017   | 210        |
| 32 | 12 | Bal de promo                     | Promposal Problems                                | 16 février 2019          | 29 septembre 2017   | 211        |
| 33 | 13 | Panne de courant                 | Halloweenvark: Part Boo!                          | 7 avril 2020 sur Disney+ | 6 octobre 2017      | 213        |
| 34 | 14 | Le robot tueur de Noël           | A Killer Robot Christmas                          | 7 avril 2020 sur Disney+ | 8 décembre 2017     | 220        |
| 35 | 15 | Le choc des Superfans            | Clash of the Superfans                            | 23 février 2019          | 23 février 2018     | 212        |
| 36 | 16 | Agir sans réfléchir              | Don't Think, Just Dare                            | 23 février 2019          | 2 mars 2018         | 214        |
| 37 | 17 | Bernie déménage                  | Bernie Moves Out                                  | 2 mars 2019              | 9 mars 2018         | 215        |
| 38 | 18 | Amies d’enfance                  | The BFF (Before Frankie Friend)                   | 2 mars 2019              | 16 mars 2018        | 216        |
| 39 | 19 | Amélia, la terreur du volley     | Amelia's Perfectly Imperfect Volleyball Adventure | 9 mars 2019              | 23 mars 2018        | 217        |
| 40 | 20 | Ne pas se fier aux apparences    | Paige Is Wrong                                    | 9 mars 2019              | 30 mars 2018        | 218        |
| 41 | 21 | Vacances de printemps !          | Future Day                                        | 16 mars 2019             | 6 avril 2018        | 221        |
| 42 | 22 | Elle, moi et Hernie              | Her, Me, and Hermie                               | 16 mars 2019             | 13 avril 2018       | 219        |

### Saison 3 (2018-2019)
La troisième saison de Frankie & Paige a été officialisée le 19 avril 2018. Elle a été diffusée entre le 24 juillet 2018 et le 13 avril 2019 sur Disney Channel USA. En France cette saison a été diffusé le 7 avril 2020 sur Disney+.
| №  | #  | Titre français                     | Titre original                       | Diffusion française      | Diffusion originale | Code prod. |
| -- | -- | ---------------------------------- | ------------------------------------ | ------------------------ | ------------------- | ---------- |
| 43 | 1  | L'Été de Notre Vie                 | The Summer of Us                     | 7 avril 2020 sur Disney+ | 24 juillet 2018     | 301        |
| 44 | 2  | Parfait imparfait                  | Two Me's in a Pod                    | 7 avril 2020 sur Disney+ | 26 juillet 2018     | 302        |
| 45 | 3  | Les Mamans de la Maison            | House Moms                           | 7 avril 2020 sur Disney+ | 31 juillet 2018     | 303        |
| 46 | 4  | Non, Génial, Whoa !                | No Way, Whoa!                        | 7 avril 2020 sur Disney+ | 2 août 2018         | 304        |
| 47 | 5  | Jamais sans ma sœur                | Tree's Company                       | 7 avril 2020 sur Disney+ | 7 août 2018         | 305        |
| 48 | 6  | Cours d'été                        | Summer Schooled                      | 7 avril 2020 sur Disney+ | 9 août 2018         | 306        |
| 49 | 7  | Soirée Halloween à Malibouh        | Halloweenvark Part 3: Mali-Boo!      | 7 avril 2020 sur Disney+ | 5 octobre 2018      | 315        |
| 50 | 8  | Histoires de Noël                  | Holiday Video Sketchtacular          | 7 avril 2020 sur Disney+ | 7 décembre 2018     | 319        |
| 51 | 9  | Qui est l'Homme à Tête de Cheval ? | Who Is Horse Face Guy?               | 7 avril 2020 sur Disney+ | 19 janvier 2019     | 310        |
| 52 | 10 | Le pouvoir de Willow               | Where There's a Willow There's a Way | 7 avril 2020 sur Disney+ | 26 janvier 2019     | 307        |
| 53 | 11 | L'anniversaire de Willow           | House Band                           | 7 avril 2020 sur Disney+ | 2 février 2019      | 308        |
| 54 | 12 | L'œil des Duckworth                | Eye of the Duckworth                 | 7 avril 2020 sur Disney+ | 9 février 2019      | 309        |
| 55 | 13 | Le cousin parfait                  | Bernie's Cousin Ernie                | 7 avril 2020 sur Disney+ | 16 février 2019     | 312        |
| 56 | 14 | Méthode Paige vs. Méthode Frankie  | Paige's Way vs. Frankie's Way        | 7 avril 2020 sur Disney+ | 23 février 2019     | 311        |
| 57 | 15 | PK est dans la place               | PK in da House                       | 7 avril 2020 sur Disney+ | 2 mars 2019         | 313        |
| 58 | 16 | Bizaardvark change des vies        | Bizaardvark Changes Lives            | 7 avril 2020 sur Disney+ | 9 mars 2019         | 314        |
| 59 | 17 | Soucis d'harmonie                  | A Cappella Problems                  | 7 avril 2020 sur Disney+ | 16 mars 2019        | 316        |
| 60 | 18 | La guerre des blagues              | The Stand-Up Standoff                | 7 avril 2020 sur Disney+ | 23 mars 2019        | 317        |
| 61 | 19 | Coups de foudre & trahisons        | BizRipOffs                           | 7 avril 2020 sur Disney+ | 30 mars 2019        | 318        |
| 62 | 20 | Raide dingue                       | Rozes Are Red                        | 7 avril 2020 sur Disney+ | 6 avril 2019        | 320        |
| 63 | 21 | Nouveaux départs                   | The End of the Beginning             | 7 avril 2020 sur Disney+ | 13 avril 2019       | 321        |

## Bizaardvark Shorts
- 1 - BizaArmBox (8 mai 2017)
- 2 - BizaArm Wrestling (9 mai 2017)
- 3 - BizHard Time (10 mai 2017)
- 4 - BizaArtists (11 mai 2017)
- 5 - BizaArxercise (12 mai 2017)
- 6 - BizaAnticipation (19 juin 2017)
- 7 - BizaRock Paper Scissors (20 juin 2017)
- 8 - BizaArtifacts (20 juin 2017)
- 9 - BizaArmed & Dangerous (22 juin 2017)
- 10 - BizHaircut (23 juin 2017)
- 11 - BizaArgentina (28 juin 2017)
- 12 - BizaArmageddon (7 juillet 2017)
- 13 - BizaAroma (14 juillet 2017)
- 14 - BizFeet (2& Juiller 2017)

## Audiences
Les audiences de la série sont quelque peu particulières. Lors de son lancement en 2016, la série a réuni 2,41 millions de téléspectateurs, un lancement prometteur mais qui reste en dessous des précédents lancements de séries sur Disney Channel (par comparaison le lancement en 2014 de la série Le Monde de Riley avait réuni 5,16 millions de téléspectateurs). Le premier épisode à cependant réuni plus de personnes que le premier épisode de la série Andi en 2017. Cet épisode est actuellement l'épisode qui a reçu la meilleure audience de la série.
Si les audiences de la première saison ont été satisfaisantes pour Disney Channel, les audiences de la saison 2 ont été inférieures à celles de la première saison notamment à cause du départ de Jake Paul de la série. Le treizième épisode de la première saison intitulé Le retour de Belissa a été pour la première fois diffusé pour moins d'un million de téléspectateurs, réunissant seulement 860 000 personnes devant leur écran.
Les épisodes ayant reçu la pire audience sont actuellement les treizième épisode et dix-septième épisode de la troisième saison intitulés respectivement Bernie's Cousin Ernie et A Capella Problems, qui n'ont réuni que 470 000 téléspectateurs.
| Saison | Lancement         | Lancement       | Fin de saison   | Fin de saison   | Moyenne des télespectateurs |
| Saison | Date de diffusion | Téléspectateurs | Date            | Téléspectateurs | Moyenne des télespectateurs |
| ------ | ----------------- | --------------- | --------------- | --------------- | --------------------------- |
| 1      | 24 juin 2016      | 2 410 000       | 27 janvier 2017 | 990 000         | 1 270 000                   |
| 2      | 23 juin 2017      | 1 490 000       | 13 avril 2018   | 970 000         | 1 110 000                   |
| 3      | 24 juillet 2018   | 760 000         | 13 avril 2019   | 550 000         | 570 000                     |